# 東光寺駅
東光寺駅（とうこうじえき）は、新潟県三条市金子新田にある、東日本旅客鉄道（JR東日本）信越本線の駅である。

## 歴史
- 1944年（昭和19年）5月29日：鉄道省（国有鉄道）の東光寺信号場として開設[2]。
- 1953年（昭和28年）7月1日：東光寺駅に昇格[1][2]。
- 1970年（昭和45年）10月1日：荷物の扱いを廃止[2][3]。駅員無配置駅となり[4]、簡易委託化[5]。
- 1987年（昭和62年）4月1日：国鉄分割民営化により、JR東日本の駅となる[2]。
- 2008年（平成20年）3月15日：新潟近郊区間が拡大され、ICカード「Suica」の利用が可能となる[6]。

## 駅構造
相対式ホーム2面2線を有する地上駅で、ホーム間は跨線橋で連絡している。
燕三条駅管理の無人駅で、駅舎内には駅を管理している「東光寺駅協力会」の事務室が置かれている。また、駅構内には簡易Suica改札機、乗車駅証明書発行機、化粧室、自動販売機などが設置されているほか、敷地内には桜の木が植樹されている。

### のりば
| 番線 | 路線      | 方向 | 行先           |
| ---- | --------- | ---- | -------------- |
| 1    | ■信越本線 | 下り | 新津・新潟方面 |
| 2    | ■信越本線 | 上り | 見附・長岡方面 |

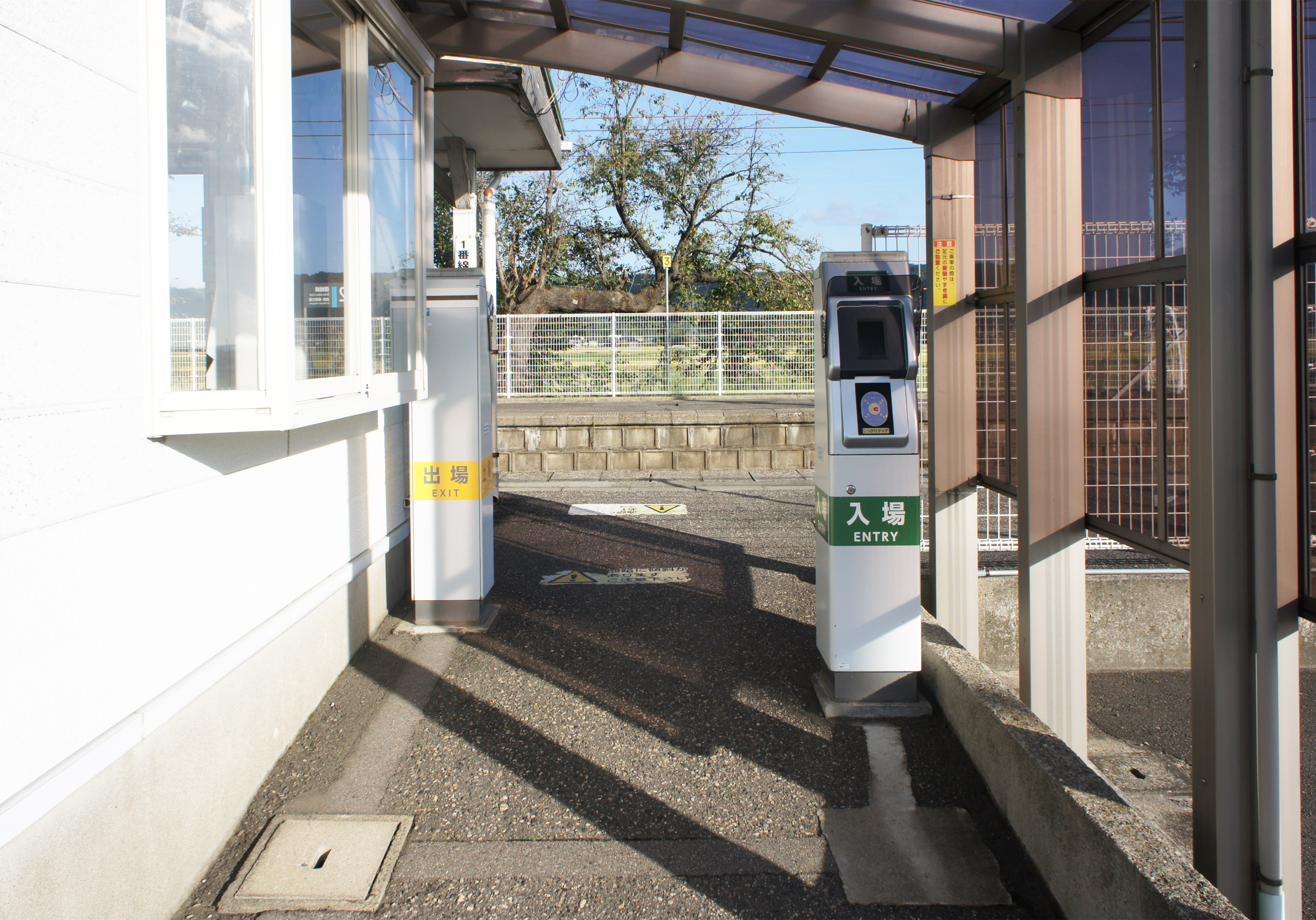
改札口（2021年9月）
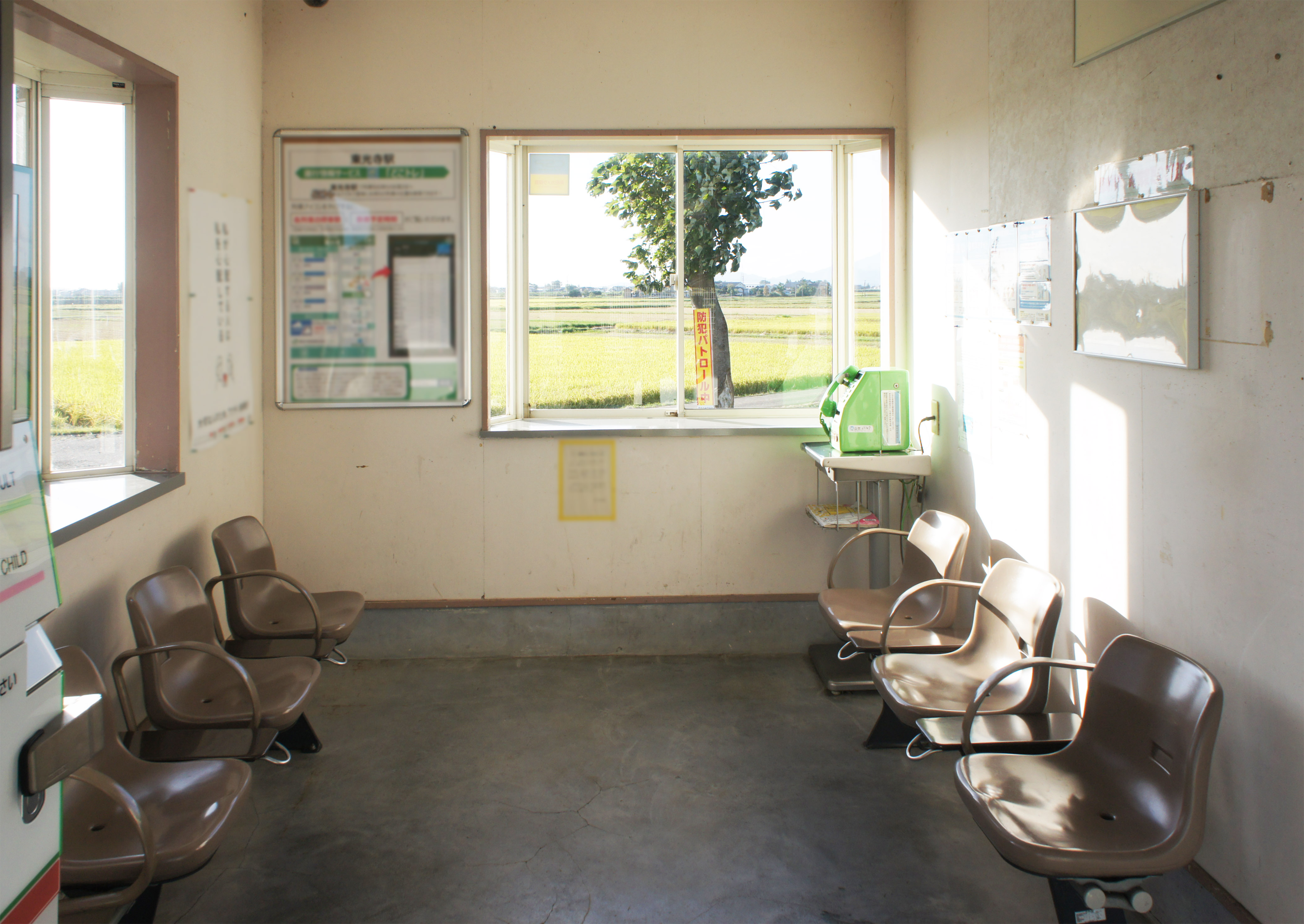
待合室（2021年9月）
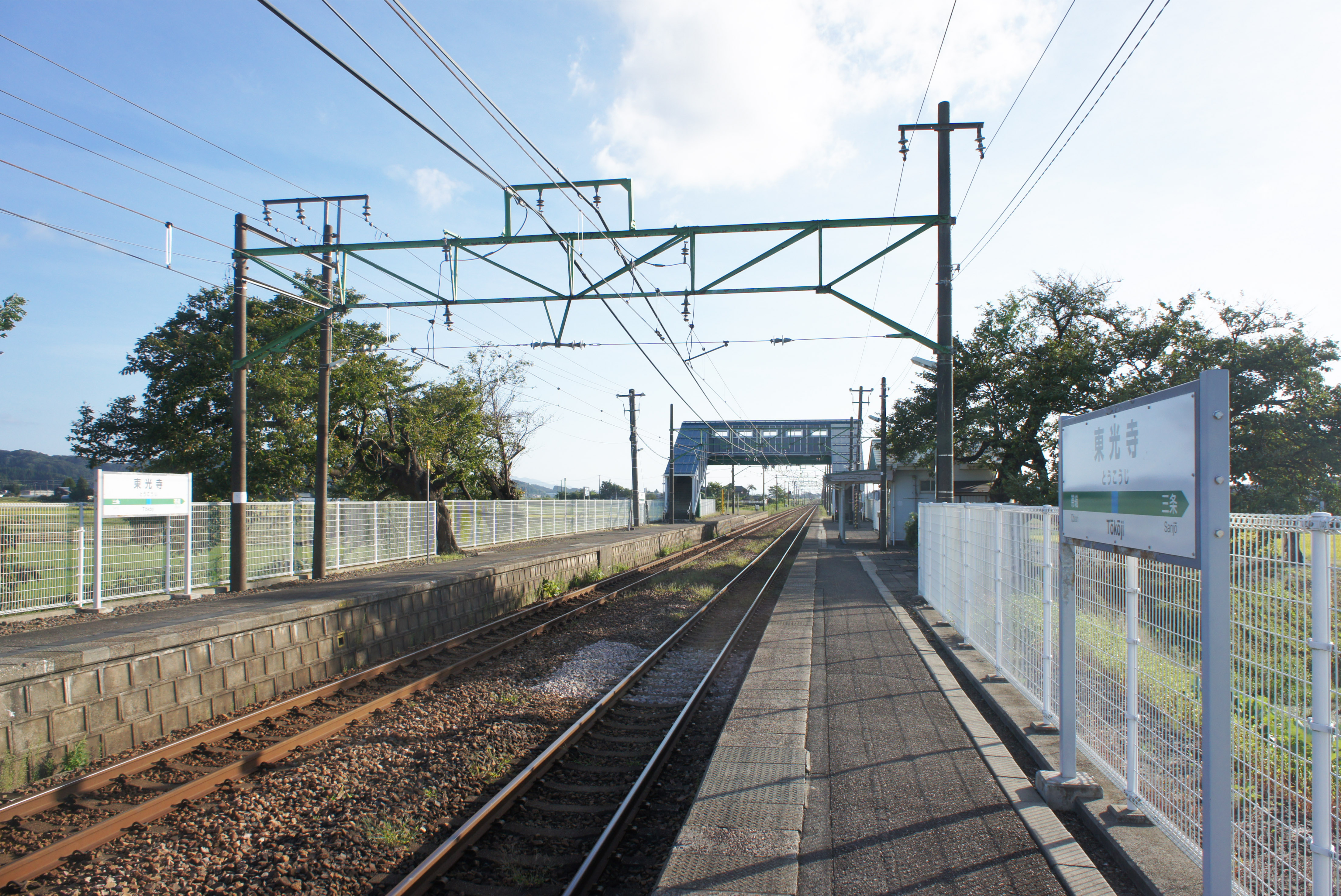
ホーム（2021年9月）

## 駅周辺
2005年（平成17年）に栄町が三条市と合併するまでは、周辺は三条市と栄町の市町境が入り組んでいた。駅近くの東光寺地区の集落からは300メートルほど離れており、駅自体は水田に囲まれたところに位置している。

## 隣の駅
東日本旅客鉄道（JR東日本）
■信越本線
■快速
通過
■普通
帯織駅 - 東光寺駅 - 三条駅